# Salón Internacional de la Franquicia
El Salón Internacional de la Franquicia, las Oportunidades de Negocio y el Comercio Asociado abreviado (SIF&Co), es una feria de franquicias pionera en España, que se celebra en Feria Valencia y en la que participan franquicias de todos los sectores, medios de comunicación especializados, consultoras y empresas proveedoras de servicios. Se celebró por primera en vez en año 1989.
Al certamen asisten quienes buscan en la fórmula de la franquicia una oportunidad de negocio: inversores y emprendedores; además de profesionales del sector: franquiciados, consultores y asesores de España, Europa y América del Sur. 
La Secretaría de Estado y Comercio le otorgó el reconocimiento de certamen de carácter internacional, y el presidente del Comité Organizador es Jaime Ussía (hermano del escritor Alfonso Ussía), y hasta enero de 2011 estuvo dirigida por Inmaculada Santainés.
En marzo de 2011 Andrés Gil-Nogués Villén es nombrado  Jefe de Producto del certamen.

## Premio Nacional de la Franquicia
En 1995 la organización del certamen convoca por primera vez el Premio Nacional de la Franquicia. El objetivo de estos galardones es reconocer a aquellas empresas o instituciones que más han destacado en el último año dentro del sector.
Al premio concurren empresas, personas físicas, equipos de trabajo y entidades que desarrollan su actividad en muy diversos sectores pero dentro del ámbito de la franquicia. El jurado está formado por representantes cualificados del propio SIF&Co, junto a representantes del Ministerio de Economía y Hacienda, de la Generalidad Valenciana, del Consejo de Cámaras de Comercio de la Comunidad Valenciana, de la Asociación Española de Franquiciadores (AEF), y de tres premiados en convocatorias anteriores.